# AZfront
AZfront - громадський рух, що діє на території Південного Кавказу, Близького Сходу, Центральної Азії та Східної Європи, а також однойменне ЗМІ, що публікується в Telegram і YouTube.
Станом на кінець 2023 року канал налічує близько 800 000 підписників і працює в закритому форматі.

## Історія
Telegram-канал AZfront створено 17 жовтня 2022 року. 21 вересня 2023 року на тлі антитерористичної операції Азербайджану в Карабасі було викладено перший відеоролик на англомовному YouTube-каналі AZfront. За перші три місяці роботи YouTube канал набрав 238 тис. підписників.

### Діяльність в Ізраїлі
У січні 2023-го у відповідь на зовнішні погрози і санкції на адресу Азербайджану з боку західних країн і насамперед Франції, 30 міністрів і депутатів Кнесету Ізраїлю, представників як коаліції, так і опозиції, підписали відкрите звернення до Міллі Меджлісу Азербайджану. У цьому листі ізраїльські парламентарії висловили подяку за рішення про відкриття азербайджанського посольства в Ізраїлі, назвали партнерство між Азербайджаном та Ізраїлем фундаментом регіональної системи безпеки і засудили заклики французького парламенту до введення санкцій проти Баку. AZfront першим серед інших ЗМІ опублікував цей лист на своєму Telegram-каналі
. 

### Діяльність в Україні
AZfront інформаційно сприяє спецслужбам України та Генштабу, зокрема в жовтні 2023-го новинний ресурс надавав компрометуючі матеріали на проросійського експрезидента вірменських сепаратистів у Карабасі Араїка Арутюняна. Він одним із перших у лютому 2022 року привітав рішення Путіна визнати незалежність "ДНР" і "ЛНР".
Тоді ж, у жовтні 2023 року депутати Верховної Ради України виступили з підтримкою Азербайджану та його народу у зв'язку з повним відновленням азербайджанського суверенітету в Карабасі. 20 депутатів домінантної партії, зокрема, Олександр Юрченко, Володимир Ватрас, Ігор Кривошеєв, підписали спільний лист, у якому було заявлено, що "проти Азербайджану було розгорнуто медіакампанію з метою його дискредитації" та що "вся Україна підтримує Азербайджан у його боротьбі з сепаратизмом". Першоджерелом новини став Telegram-канал AZfront, який також згадується в тексті заяви депутатів.
Рух AZfront у своїх висловлюваннях підтримки Азербайджану також згадували українські знаменитості, зокрема учасник групи Green Grey, Андрій Яценко та Ірина Білик.

### Діяльність по всьому світу
У травні 2023 року матеріали AZfront про активізацію військового співробітництва Франції з Вірменією і надання 50 французьких бронетранспортерів Єревану стали першоджерелом у публічному полі. Їх, зокрема, цитували українські, азербайджанські, ізраїльські, македонські, болгарські, румунські, молдавські, литовські, чорногорські, хорватські, латвійські медіа.
Тоді ж сербські та російські опозиційні медіа посилалися на ексклюзивні новини від AZfront, що підтверджували підривну діяльність компанії Sierra Nevada проти Туреччини. Ця компанія, з якою ЦРУ і військові США безпосередньо співпрацюють для збору критичних розвідданих, брала участь в операціях проти Туреччини, особливо в Лівії. 
У серпні-вересні 2023 року 155 рабинів Ізраїлю, Європи, США, Канади, Латинської Америки та Великої Британії, а також приблизно сотня єврейських релігійних ЗМІ та європейських видань виступили проти використання вірменськими діячами, зокрема й прем'єром Вірменії Пашиняном, теми Голокосту в межах кампанії з демонізації Азербайджану. Тоді ж Azfront першим опублікував скани колективного звернення понад ста європейських рабинів до керівництва Вірменії, зокрема до президента Хачатуряна і прем'єра Пашиняна, а також президента Ізраїлю Герцога. Єврейські медіа практично всього світу цитували звернення, посилаючись на AZfront як першоджерело.

### Діяльність громадського руху
Громадський рух AZfront проводить акції у Франції, Люксембурзі, Ірані, Вірменії, Австрії, Грузії, Казахстані, Туреччині, Україні, Німеччині.

### Європейські акції
24 вересня 2023 року рух провів мітинг активістів AZfront перед будівлею секретаріату Європарламенту в Люксембурзі. Акція проводилася на підтримку повного відновлення азербайджанського суверенітету в Карабасі. Мітинг також став реакцією активістів AZfront на посилення в Європі кампанії з демонізації Азербайджану з боку представників вірменської діаспори. 

### Благодійність в Україні
З грудня 2022 року AZfront почав надавати цивільному населенню України гуманітарну допомогу. З ініціативи AZfront жителям Харківської, Херсонської та Донецької областей доставили 15 генераторів, придбаних за кошти, зібрані 170 підписниками AZfront з Баку, Сумгаїта і Гянджі. 
У лютому 2023 року так само на зібрані гроші було закуплено автотранспорт для волонтерів Харківської області, за допомогою якого здійснюють евакуацію мирних жителів із прифронтових населених пунктів і доставку гуманітарних вантажів. 
У березні AZfront спільно з БФ "Я врятований" передали жителям Прудянського старостату гуманітарну допомогу у вигляді 175 продуктових наборів.
У травні командою AZfront в Україні було засновано благодійний фонд UkrAzFront. Фонд очолив харківський волонтер Ігор Шитіков. Тоді ж фонд доставив в Ізюм близько 100 продуктових наборів для пенсіонерів, малозабезпечених громадян і дітей звільненого українського населеного пункту.
У червні 2023-го БФ забезпечив понад 24 тонни гумдопомоги жителям сходу України, зокрема 21 тонну було розподілено серед жителів сіл Комишани, Приозерне, Семенівка на Херсонщині. У дитячу обласну лікарню та лікарню в Корабельному районі Херсона фонд доставив понад 1 тонну дитячого харчування, підгузків та інших засобів. У липні від UkrAZfront до госпіталю МВС Харківської області надійшли 2 тонни харчових продуктів, ще 100 продуктових наборів отримали мешканці селища Коробочкине в Чугуївському районі, та окрему допомогу - будинок для літніх людей в Ізюмі. У вересні того ж року 2 тонни гуманітарної допомоги доправили до Ізюма, і ще 1,4 тонни продуктів і медикаментів розподілили серед мешканців міста Вовчанська, яке у вересні 2022 року було звільнене від російської окупації. З вересня 2023 року БФ AZfront взяв під свою опіку дітей з Харківської області, які страждають на ДЦП та епілепсію. У Херсонську область, яка постраждала в червні внаслідок підриву греблі Каховської ГЕС, було доставлено 20 тонн гумдопомоги. UkrAZfront також евакуював десятки тварин із зон затоплення в Херсоні. Їх було розміщено в розплідниках Харкова.
Сумарно у 2023 році з ініціативи AZfront в Україну передано 65 тонн гуманітарної допомоги, зокрема, продуктові набори, дитяче харчування, підгузки та медикаменти. 

## Власники
Різні ЗМІ, зокрема у США, Румунії, Україні, Росії та Вірменії, висловлювали припущення про те, хто стоїть за AZfront. Про проєкт і його новини згадували або обговорювали в публікаціях авторитетних ЗМІ США (таких, як Newsweek і National Interest), Великої Британії, Німеччини, Румунії, Болгарії, Литви, Молдови, Греції та України. Однак, за даними самого AZfront, проєкт фінансує ідейна частина команди та азербайджанські комерсанти, які до війни в Україні мали бізнеси в українських містах Харкові та Дніпрі.